# Хугарден пивара
Хугарден пивара (English: /hoʊɡɑːrdən/) је пивара у Хугардену, Белгији, и произвођач веома познатог пшеничног пива.

## Историја
Насеље под именом Хугарден, близу Тинена у Фландрији, представља савремено родно место белгијског белог пива. Записи о прављењу пива у овом насељу иду уназад до 1445. године, када су тамошњи монаси били ентузијастични пивари, али је та традиција изумрела 1950-их.

### Рана и скорашња историја
Насеље Хугарден било је познато по својим witbieren (белим пивима) још од средњег века. У 19. веку, у насељу је било 13 пивара и девет дестилерија; међутим, 1957. године, последња локална пивара белог пива, Томсин, затворила је своја врата. Пиер Селис, млекаџија који је одрастао поред пиваре и понекад помагао око производње, одлучио је неких 10 година касније да покуша и врати у живот овај стил. Основао је нову пивару, звану de Kluis, у поткровљу своје штале. Селис је користио традиционалне састојке: воду, квасац, пшеницу, хмељ, коријандер и осушену Курасао поморанџину кору познатију као Лараха. 1980-их, са потражњом за производом у расту, Селис је купио Хугардију, бившу фабрику лимунаде, како би проширио своју производњу.
Након пожара 1985, неколико пивара понудило је своју помоћ - какав је и обичај у Белгији. Једна од њих била је највећа пивара у земљи, звана Интербрув (након спајања са АмБев-ом, назван ИнБев). Интербрув је позајмио новац потребан за куповину додатних зграда како би се пивара обновила. Након неког времена, Селис је дубоко веровао да је компанија користила зајам како би га принудила да промени рецепт и пиво учини допадљивије ширем тржишту.

### Селис у Тексасу и Мичигену
Уместо тога, Селис одлучује да им прода пивару, и помоћу тог прихода, се сели у САД, где оснива Селис пивару у Остину, Тексасу, како би наставио да прави бело пиво по рецепту који описује као оригинални Хугарден рецепт. Касније ју је стекао Милер Бруинг. Селис се никада није у потпуности преселио у Тексас, али његова ћерка и зет, који су управљали пиваром, јесу. Милер је на крају затворио пивару и продао опрему и имена брендова Мичиген Бруинг компанији.
Пшенично пиво које је Селис правио у Тексасу, истовремено је било прављено и у Белгији, првобитно од стране Brouwerij De Smedt а касније и Brouwerij van Steenberge. Ово пиво, Селис Бело, Brouwerij van Steenberge и даље производи у Белгији, док је Мичиген Бруинг компанија у САД банкротирала, престала с производњом и продала име.

### Хугарден након ИнБев преузимања
Новембра 2005. године, ИнБев је најавио предстојеће гашење пиваре у Хугардену, између осталих промена у Белгији. Пивара је требало да се затвори крајем 2006. са премештањем производње у већу пивару ИнБева у Јупилу. За пиво Џулиус је речено да је било непосредна жртва и подстакло бриге о томе да ће сва флаширана пива бити промењена. Затварање је довело до протеста житеља Хугардена, растројених због губитка најпознатијег симбола и највећег послодавца у месту.
До премештаја није дошло. Пивари из Јупила остали су незадовољни локалном производњом белог пива и тако је 10. септембра 2007. ИнБев одлучио да задржи производњу у Хугардену. Инбев је такође наумио да уложи део буџета од 60 милиона евра у унапређење објекта у пивари у Хугардену.

## Врсте Хугарден пива

#### Пшенично пиво
Први пут направљено 1445. године, Хугарден је бело пиво зачињено коријандером и кором поморанџе. Нефилтрирано је и стога има замућен изглед. У многим баровима, уобичајено се пије са парчетом поморанџе. Садржи 4,9% алкохола.

#### Розе
Представљено 2007. године, садржи 3% алкохола. Доступно у Бенелуксу.

#### Цитрон
Представљено 2008. године, садржи 3% алкохола.

#### Гранд Кру
Представљено 1985. године, садржи 8,5% алкохола.

#### Џулиус
Светло пиво са 8,8% алкохола, сувог укуса формираног троструким додавањем хмеља.

#### Забрањено воће
Тамно пиво са 8,5% алкохола и комплексним зачинима.

#### ДАС
Зачињено црвено пиво са 5% алкохола, по рецепту из 1931. Од 2009. се више не производи.

#### Специјал
Представљено 1995. године, садржи 5,7% алкохола. Хугарден Специјал је богато пшенично пиво белгијског стила, доброг укуса и мириса. Поседује карактеристичан воћни укус и јасне љуткасте ноте каранфилића и коријандера. Помало цитрусан и заокружен димљеном, слатком ванилом, добро балансира између слатког и киселог. Специјал је просечне горчине без скоро икаквог заосталог укуса у устима. Доступан је од октобра до јануара.